# Медиаконвертер

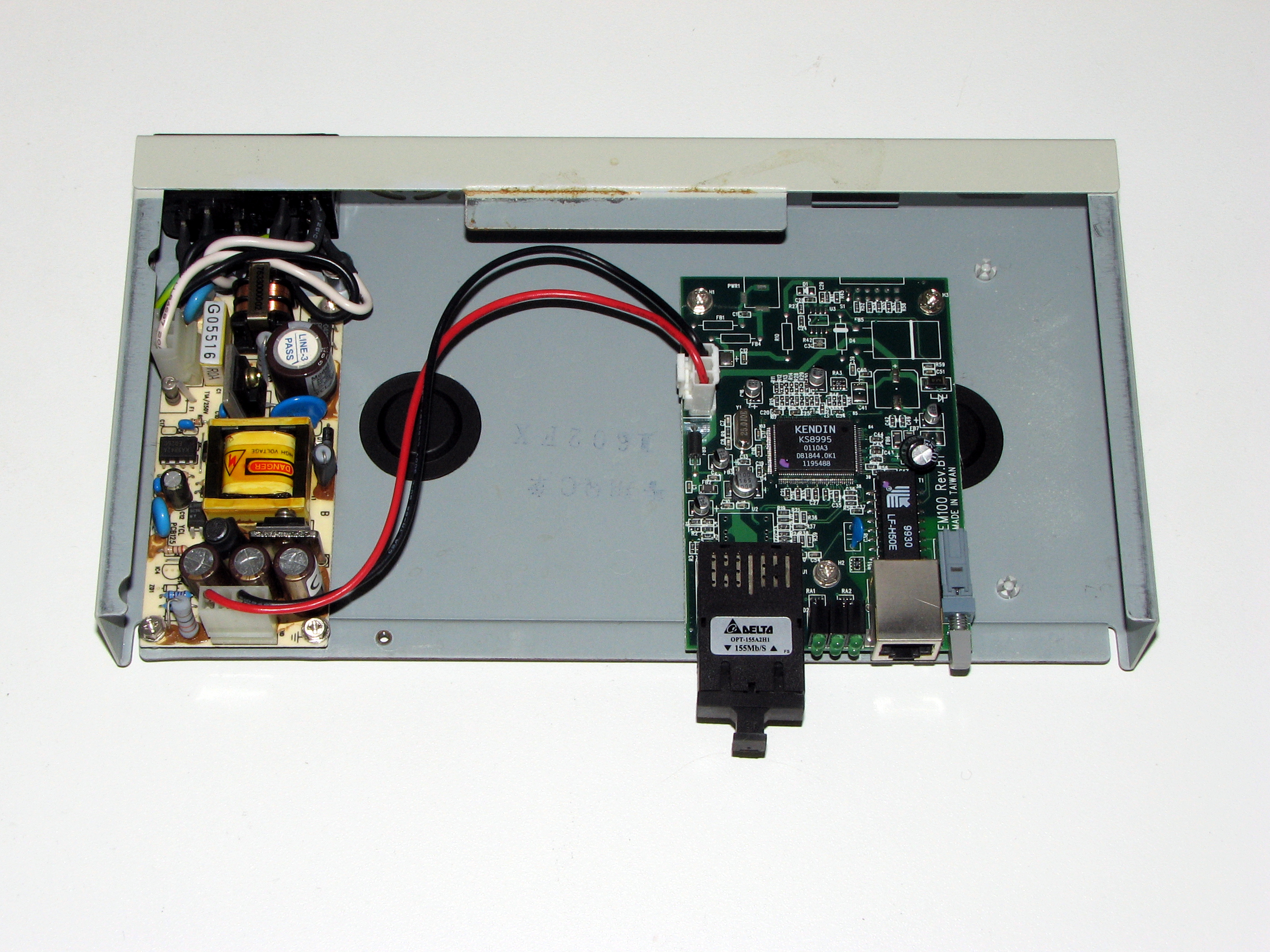
Внутреннее устройство медиаконвертера между Ethernet 100BASE-T, разъем 8P8C (справа) и оптической средой (разъем Duplex SC с заглушкой в центре). Слева находится блок питания. Конвертер выполнен на базе микросхемы Kendin KS8995 — 5 портового Ethernet коммутатора и интегрированного оптического трансивера OPT-155A2H1.

Медиаконвертер (также преобразователь среды) — это устройство, преобразующее среду распространения сигнала из одного типа в другой. Чаще всего средой распространения сигнала являются медные провода и оптические кабели. Под средой распространения сигнала может пониматься любая среда передачи данных, однако в современной терминологии медиаконвертер работает как связующее звено только между двумя средами — оптическим и медным кабелями.

## Общее описание
Традиционно, применительно к сетевым технологиям, медиаконвертеры осуществляют свою работу на 1-м уровне Модели OSI. В этом случае невозможно преобразование скорости передачи данных между двумя средами, а также невозможна другая интеллектуальная обработка данных. В этом случае медиаконвертеры также могут называть трансиверами. С развитием технологий медиаконвертеры снабдили дополнительными интеллектуальными возможностями, чтобы обеспечить стыковку старых устройств с более новыми. Медиаконвертеры стали работать на 2-м уровне модели OSI и получили возможность преобразовывать не только среду, а также и скорость передачи данных, обладать другими сервисными функциями, как оповещение об обрыве линии связи на противоположной стороне, контроль за потоком передачи данных, другими техническими возможностями.

## Ethernet-медиаконвертеры
Ethernet-медиаконвертеры традиционно делятся на простые (1-й уровень модели OSI), которые подчиняются правилу 5-4-3 и на коммутирующие (2-й уровень модели OSI), на которые не действуют ограничения по количеству медиаконвертеров на участке сети, соединяющей её сегменты. У таких медиаконвертеров в описании указывается 10/100TX для Fast Ethernet, либо 10/100/1000T для Gigabit Ethernet, что означает их возможность преобразовывать не только среду передачи, а также и скорость, что характерно для коммутирующих устройств.

## Обрывы связи
При использовании медиаконвертеров для объединения двух сегментов сети возникают проблемы с автоматическим обнаружением обрывов связи (например, в протоколах STP). Для их решения используются конверторы с поддержкой технологий:
- Link Fault Pass-through (LFP)
- Link Loss Carry Forward (LLCF)
- Link Loss Return
- Far End Fault (FEF 802.3u)

### Link Fault Pass-through
Link Fault Pass-through (LFP) — буквально, транслирование отсутствия «линка». Функция медиаконвертеров, включающая оба порта медиаконвертера только в том случае, если на обоих портах есть сигнал от подключенного устройства.
Принцип работы на примере работы медиаконвертера с одним портом под медный кабель «витая пара» и одним оптическим портом:
| Состояние линии UTP                                                | Состояние оптической линии                                         | Индикатор «линка», порт UTP | Индикатор «линка», оптический порт |
| На другой стороне линии ЕСТЬ работающее устройство                 | Линия повреждена, или на другой стороне НЕТ работающего устройства | Нет                         | Нет                                |
| Линия повреждена, или на другой стороне НЕТ работающего устройства | На другой стороне линии ЕСТЬ работающее устройство                 | Нет                         | Нет                                |
| На другой стороне линии ЕСТЬ работающее устройство                 | На другой стороне линии ЕСТЬ работающее устройство                 | Да                          | Да                                 |

Функция LFP применяется в целях обеспечения надежного контроля над сетью связи. Контроль осуществляется при помощи устройств с функцией управления, таких как сетевые коммутаторы и маршрутизаторы. Медиаконвертеры в подавляющем большинстве случаев не обладают функцией управления, так как это обычно экономически нецелесообразно.
В случае наличия у медиаконвертера функции LFP становится возможным отследить «падение» «линка» на оптической линии, так как медный порт, которым непосредственно медиаконвертер связан с коммутатором тоже «падает». В этом случае проблема будет обнаружена при помощи средств на основе SNMP протоколов.
В случае отсутствия функции LFP у медиаконвертера, «линк» порта под кабель «витая пара» остается «гореть» и проблема не может быть обнаружена удаленно.